# مديرية خيران المحرق

تعديل مصدري - تعديل

مديرية خيران المحرق إحدى مديريات محافظة حجة في اليمن. بلغ عدد سكانها 68707 نسمة عام 2004. تقع المديرية في وسط محافظة حجة وتضم خمس عزل.

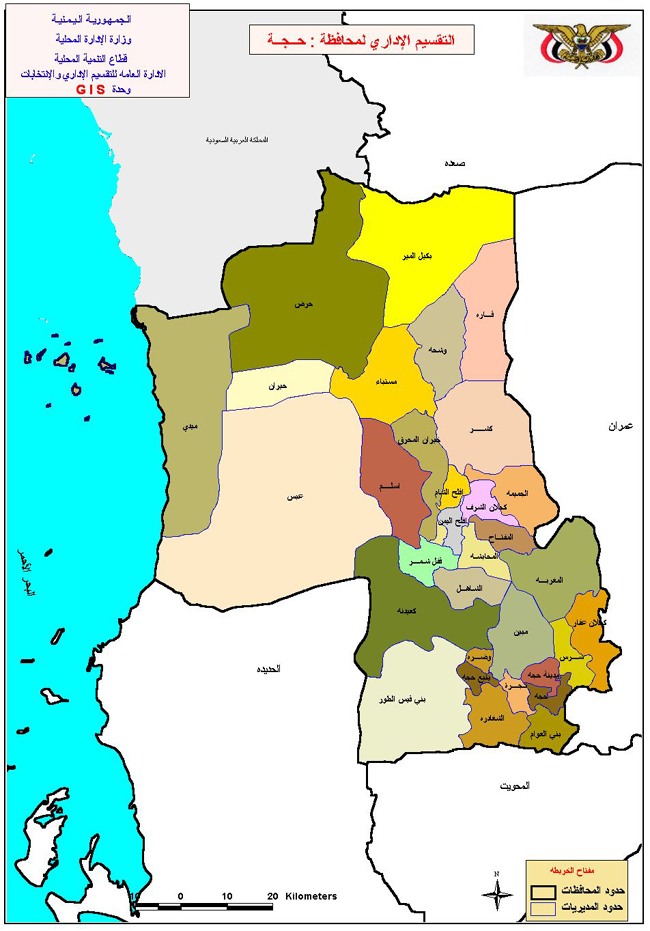
موقع مديرية خيران المحرق في محافظة حجة